# SUA Airlines
La Sociedad Uruguaya de Aviación, más conocida como SUA Airlines o SUA Líneas Aéreas o también flySUA es una aerolínea uruguaya de bandera nacional. Su principal base es el Aeropuerto Internacional de Carrasco.

## Historia
El proyecto de la aerolínea fue presentado oficialmente el 28 de enero de 2024 durante la Feria Internacional de Turismo (FITUR) en Madrid. La iniciativa fue impulsada por el comandante uruguayo Antonio Rama, quien anteriormente lideró la aerolínea Uair entre 2003 y 2005.
SUA estableció una alianza estratégica con la aerolínea letona airBaltic para operar inicialmente con cinco aviones Airbus A220-300 en modalidad de arrendamiento húmedo (wet lease). Esta colaboración permitirá a SUA ser la primera aerolínea en Sudamérica y el Caribe en operar este modelo de aeronave.
La aerolínea planea iniciar operaciones en el último trimestre de 2025, con una flota inicial de seis aviones Airbus A220-300, y tiene como objetivo expandirse a diez aeronaves en un período de tres años. SUA proyecta generar 300 empleos directos y 1.500 indirectos, fortaleciendo el sector aeronáutico y turístico del país.
Según Antonio Rama se saco de contexto el tema de capitales árabes sus declaraciones a Aviacionline. Antonio dijo: "Es fundamental aclarar esto desde el principio: SUA es, y será, un proyecto financiado enteramente con capital privado. No tenemos ninguna financiación árabe ni de ningún estado. Los rumores surgieron, creo yo, de una confusión tras algunas reuniones exploratorias que tuvimos con autoridades de aviación civil de Arabia Saudita, como la GACA (General Authority of Civil Aviation), a raíz de una invitación a una cumbre en Riad. Incluso hubo una anécdota, una broma sobre si 'SUA' podía significar 'Saudi Uruguaya', que lamentablemente alguna agencia de noticias tomó fuera de contexto".

## Destinos planeados
SUA Airlines operará una red de destinos a ciudades de Argentina, Brasil, Paraguay y Chile. Su fundador afirmó que se aprovechará de la temporada alta en Maldonado (Punta del Este).
Desde su base principal en el Aeropuerto Internacional de Carrasco de Montevideo, SUA tiene previsto operar rutas hacia ciudades clave en la región, incluyendo: Buenos Aires, Córdoba, Mendoza, Rosario, Brasilia, Curitiba, Florianópolis, Foz do Iguaçu, Porto Alegre, Recife, São Paulo, Salvador de Bahía, Santiago de Chile y Asunción. Además, se contemplan futuras conexiones con Centroamérica, el Caribe, Norteamérica, Europa y África.
| Países    | Destinos          | Aeropuertos                                              | Notas                         |
| --------- | ----------------- | -------------------------------------------------------- | ----------------------------- |
| Argentina | Buenos Aires      | Aeroparque Jorge Newbery                                 | Hasta 9 frecuencias diarias.  |
| Argentina | Córdoba           | Aeropuerto Internacional Ingeniero Ambrosio Taravella    | Hasta 3 frecuencias diarias.  |
| Argentina | Mendoza           | Aeropuerto Internacional Gobernador Francisco Gabrielli  | Hasta 3 frecuencias diarias.  |
| Argentina | Rosario           | Aeropuerto Internacional Islas Malvinas                  | Hasta 3 frecuencias diarias.  |
| Brasil    | Brasilia          | Aeropuerto Internacional Presidente Juscelino Kubitschek | Hasta 3 frecuencias diarias.  |
| Brasil    | Curitiba          | Aeropuerto Internacional Alfonso Pena                    | Hasta 3 frecuencias diarias.  |
| Brasil    | Florianopolis     | Aeropuerto Internacional Hercilio Luz                    | Hasta 3 frecuencias diarias.  |
| Brasil    | Foz do Iguaçu     | Aeropuerto Internacional de Foz do Iguaçu                | Hasta 3 frecuencias diarias.  |
| Brasil    | Porto Alegre      | Aeropuerto Internacional Salgado Filho                   | Hasta 3 frecuencias diarias.  |
| Brasil    | Recife            | Aeropuerto Internacional de Recife                       | Hasta 3 frecuencias diarias.  |
| Brasil    | Salvador de Bahía | Aeropuerto Internacional de Salvador                     | Hasta 3 frecuencias diarias.  |
| Brasil    | São Paulo         | Aeropuerto Internacional de Sao Paulo-Guarulhos          | Hasta 4 frecuencias diarias.  |
| Chile     | Santiago de Chile | Aeropuerto Internacional Arturo Merino Benítez           |                               |
| Paraguay  | Asunción          | Aeropuerto Internacional Silvio Pettirossi               |                               |
| Uruguay   | Montevideo        | Aeropuerto Internacional de Carrasco                     | HUB                           |
| Uruguay   | Maldonado         | Aeropuerto Internacional de Punta del Este               | Vuelos estacionales desde AEP |

## Futura flota
| Aeronaves       | En servicio | Pedidos | Pasajeros (clase única) | Notas                     |
| --------------- | ----------- | ------- | ----------------------- | ------------------------- |
| Airbus A220-300 | —           | 6       | 145                     | Procedentes de airBaltic. |